# Mistrzostwa Polski w kolarstwie torowym – wyścig na 1000 metrów ze startu zatrzymanego mężczyzn
Mistrzostwa Polski w kolarstwie torowym w konkurencji wyścigu na 1000 metrów ze startu zatrzymanego mężczyzn odbywają się od 1957.

## Medaliści
| Rok  | Złoto               | Srebro                 | Brąz                |
| 1957 | Józef Grundmann     | Zbigniew Mąkowski      | Janusz Tropaczyński |
| 1958 | Zbigniew Mąkowski   | Jan Chtiej             | Zbysław Zając       |
| 1959 | Lucjan Józefowicz   | Janusz Tropaczyński    | Jerzy Bek           |
| 1960 | Lucjan Józefowicz   | Augustyn Wachecki      | Zbysław Zając       |
| 1961 | Augustyn Wachecki   | Józef Grundmann        | Lucjan Józefowicz   |
| 1962 | Lucjan Józefowicz   | Augustyn Wachecki      | Zbysław Zając       |
| 1963 | Andrzej Kosewski    | Augustyn Wachecki      | Lucjan Józefowicz   |
| 1964 | Wacław Latocha      | Augustyn Wachecki      | Andrzej Kosewski    |
| 1965 | Andrzej Kosewski    | Ryszard Kupczak        | Augustyn Wachecki   |
| 1966 | Wacław Latocha      | Augustyn Wachecki      | Jan Magiera         |
| 1967 | Janusz Kierzkowski  | Wacław Latocha         | Andrzej Krawczyk    |
| 1968 | Janusz Kierzkowski  | Wacław Latocha         | Wojciech Matusiak   |
| 1969 | Janusz Kierzkowski  | Antoni Jankowski       | Janusz Kotliński    |
| 1970 | Janusz Kierzkowski  | Janusz Kotliński       | Wacław Latocha      |
| 1971 | Janusz Kierzkowski  | Janusz Kotliński       | Roman Świt          |
| 1972 | Janusz Kierzkowski  | Benedykt Kocot         | Janusz Kotliński    |
| 1973 | Janusz Kierzkowski  | Wiesław Raczyński      | Ryszard Konkolewski |
| 1974 | Janusz Kierzkowski  | Ryszard Konkolewski    | Benedykt Kocot      |
| 1975 | Bogdan Goszczyński  | Janusz Kierzkowski     | Ryszard Konkolewski |
| 1976 | Janusz Kierzkowski  | Benedykt Kocot         | Ryszard Konkolewski |
| 1977 | Janusz Kierzkowski  | Wiesław Raczyński      | Jan Jankiewicz      |
| 1978 | Roman Bronowicki    | Wiesław Raczyński      | Ryszard Konkolewski |
| 1979 | Andrzej Michalak    | Wiesław Raczyński      | Roman Bronowicki    |
| 1980 | Wiesław Raczyński   | Andrzej Michalak       | Zbigniew Woźnicki   |
| 1981 | Ryszard Konkolewski | Andrzej Michalak       | Zbigniew Płatek     |
| 1982 | Ryszard Konkolewski | Andrzej Michalak       | Leszek Stępniewski  |
| 1983 | Ryszard Konkolewski | Leszek Stępniewski     | Sławomir Grzegorek  |
| 1984 | Leszek Stępniewski  | Grzegorz Cieśla        | Leszek Pociech      |
| 1985 | Ryszard Dawidowicz  | Leszek Stępniewski     | Wiesław Owczarek    |
| 1986 | Wiesław Owczarek    | Ryszard Dawidowicz     | Wiesław Burdelak    |
| 1987 | Ryszard Dawidowicz  | Wiesław Burdelak       | Wojciech Borucz     |
| 1988 | Ryszard Dawidowicz  | Krzysztof Ciechanowski | Marek Skórski       |
| 1989 | Wiesław Owczarek    | Ryszard Dawidowicz     | Grzegorz Krejner    |
| 1990 | Grzegorz Krejner    | Ryszard Dawidowicz     | Wiesław Burdelak    |
| 1991 | Mariusz Narkiewicz  | Grzegorz Krejner       | Paweł Dudkiewicz    |
| 1992 | Grzegorz Krejner    | Maciej Sztykiel        | Grzegorz Lisowski   |
| 1993 | Grzegorz Krejner    | Marek Szpitalny        | Paweł Dudkiewicz    |
| 1994 | Grzegorz Krejner    | Marek Szpitalny        | Wiesław Burdelak    |
| 1995 | Grzegorz Krejner    | Marek Szpitalny        | Marcin Gałązka      |
| 1996 | Grzegorz Krejner    | Marcin Mientki         | Grzegorz Trębski    |
| 1997 | Grzegorz Krejner    | Grzegorz Trębski       | Marcin Mientki      |
| 1998 | Grzegorz Krejner    | Grzegorz Trębski       | Marek Szpitalny     |
| 1999 | Grzegorz Krejner    | Grzegorz Trębski       | Marcin Mientki      |
| 2000 | Grzegorz Krejner    | Marcin Mientki         | Konrad Czajkowski   |
| 2001 | Grzegorz Krejner    | Grzegorz Trębski       | Marcin Mientki      |
| 2002 | Grzegorz Krejner    | Grzegorz Trębski       | Damian Zieliński    |
| 2003 | Grzegorz Trębski    | Damian Zieliński       | Karol Mazurek       |
| 2004 | Grzegorz Krejner    | Grzegorz Trębski       | Rafał Furman        |
| 2005 | Łukasz Kwiatkowski  | Grzegorz Krejner       | Rafał Furman        |
| 2006 | Łukasz Kwiatkowski  | Damian Zieliński       | Mateusz Jędrzejczyk |
| 2007 | Kamil Kuczyński     | Łukasz Kwiatkowski     | Tomasz Schmidt      |
| 2008 | Kamil Kuczyński     | Rafał Poper            | Adrian Tekliński    |
| 2009 | Kamil Kuczyński     | Adrian Tekliński       | Dawid Hirsz         |
| 2010 | Adrian Tekliński    | Kamil Kuczyński        | Krzysztof Maksel    |
| 2011 | Adrian Tekliński    | Krzysztof Maksel       | Paweł Laskowski     |
| 2012 | Krzysztof Maksel    | Adrian Opasewicz       | Krzysztof Janicki   |
| 2013 | Mateusz Lipa        | Adrian Tekliński       | Mateusz Nowaczek    |
| 2014 | Krzysztof Maksel    | Grzegorz Drejgier      | Rafał Sarnecki      |
| 2015 | Krzysztof Maksel    | Rafał Sarnecki         | Mateusz Rudyk       |
| 2016 | Mateusz Rudyk       | Adrian Kaiser          | Patryk Pazik        |
| 2017 | Krzysztof Maksel    | Adrian Kaiser          | Kajetan Albanowski  |
| 2018 | Kamil Kuczyński     | Adrian Kaiser          | Michał Lewandowski  |
| 2019 | Krzysztof Maksel    | Rafał Sarnecki         | Kamil Kuczyński     |
| 2020 | Patryk Rajkowski    | Krzysztof Maksel       | Mateusz Sztrauch    |
| 2021 | Patryk Rajkowski    | Jakub Soszka           | Adam Woźniak        |
| 2022 | Patryk Rajkowski    | Jakub Soszka           | Marek Kapela        |
| 2023 | Patryk Rajkowski    | Mateusz Rudyk          | Maciej Bielecki     |
| 2024 | Eliasz Bednarek     | Konrad Burawski        | Tomasz Łamaszewski  |